# Museo de Arte Transfemenino
El Museo de Arte Transfemenino es un museo independiente ubicado en una bodega-galería en la colonia Doctores, Ciudad de México. Está dedicado a rastrear, documentar, preservar y compartir la memoria y prácticas artísticas culturales de las mujeres trans.

## Historia
En 2022, surge el proyecto Plasticidades Encarnadas por la artista Rojo Génesis, donde se conforma un archivo a partir de los años setenta sobre el trabajo artístico de mujeres trans en México, el cual representa el antecedente directo a este espacio museístico.  
Si bien el espacio utiliza la palabra "museo", no busca ser tradicionalmente uno, ya que históricamente los museos fueron espacios inaccesibles para mujeres trans, por lo que surge su creación como una consecuencia de ello, así como de apropiación y justicia histórica. En 2025, gracias al trabajo de Rojo Génesis (su fundadora) y Sofía Moreno, se inaugura el espacio físico dentro de una bodega y local de ex-marisquería en la colonia Doctores, en el marco de la Semana del Arte en la Ciudad de México como un acto de respuesta histórica frente al contexto de extractivismo epistémico y transfeminicidio que azota la región en México y Latinoamérica a mujeres trans. 

## Acervo
Han participado más de cuarenta artistas y mujeres trans mexicanas de regiones como Ciudad de México,Oaxaca, Puebla, Coahuila, Chihuahua, Estado de México, entre otras. Algunas mujeres trans históricas que han presentado su trabajo son Antonella Rubens, Terry Holiday, Alexandra R. De Ruiz, Viviana Rocco, Patricia Kattkins, Zemmoa, Laura Victoria Martes, Emma Yessica Duvali, Natalia Lane, Laura Glover, Manitas Nerviosas, Jessica Muriel, María Belén Correa, Claudia Pía Baudracco, entre otras. Se abordan temas relacionados a procesos históricos, colectivos y políticos desde una visión intergeneracional.

## Actividades
Cuenta con un espacio para el montaje de exposiciones en formatos de fotografía, video, instalación y plástica, espacio de archivo y lugar de encuentro así como un acervo y archivo dedicado a la memoria trans.